# June Newton
June Newton, nacida como June Browne, (Melbourne, Australia; 3 de junio de 1923-Montecarlo, Mónaco; 9 de abril de 2021) fue una actriz y fotógrafa australiana. Desde 1970 trabajó como fotógrafa con el seudónimo de Alice Springs. Sus fotografías se han publicado en revistas como Vanity Fair, Interview, Elle y Vogue.
Estuvo casada con el también fotógrafo de moda Helmut Newton.

## Biografía

### Modelo y actriz
June Browne, oriunda de Melbourne, Australia conoció al fotógrafo berlinés Helmut Newton en 1947 en su estudio de Melbourne. Browne trabajaba como actriz con el apellido Brunell (para evitar confusiones con otra actriz local llamada June Brown) cuando respondió a un anuncio para trabajar de modelo en el estudio de Helmut. La pareja se casó al año siguiente.  
Con el seudónimo de Brunell, ganó el premio Erik Kuttner a la mejor actriz en 1956, un premio otorgado a la excelencia teatral en Melbourne. A pesar de su éxito como actriz en Australia, la pareja se trasladó a Londres en 1957 cuando a Helmut le ofrecieron un contrato de un año con British Vogue. Mientras vivió allí, June trabajó como actriz en la BBC. La pareja dejó Inglaterra debido a que Helmut no disfrutaba de su estancia en Londres. En los años siguientes, Helmut encontró trabajo en publicaciones como Jardin des Modes y Australian Vogue. En 1960, se establecieron en París donde la carrera fotográfica de Helmut prosperó.

### Fotografía
El trabajo de June como fotógrafa comenzó en 1970 cuando sustituyó a su marido que había caído enfermo. Helmut tenía que fotografiar a una modelo para un anuncio de cigarrillos Gitanes y contrajo la gripe. Al no poder contactar a la modelo para cancelar su cita, Helmut le dio a June una lección rápida de fotografía y ella fotografió a la modelo ese mismo día.
En una entrevista con la pareja para la revista Orange Coast, en 1987, June declaró que Helmut decidió que ella como fotógrafa debería usar un nombre profesional diferente «porque pensaba que un Newton en la familia ya era suficiente. Y si no tenía éxito...». June eligió el seudónimo Alice Springs por la ciudad australiana del mismo nombre. Seleccionó el nombre al azar clavando a ciegas un alfiler en un mapa de Australia. Sin embargo, Alice Springs sí tuvo éxito, y una de sus fotografías fue publicada en la portada de Elle en 1974.
A lo largo de su carrera, las fotografías de Alice Springs han aparecido en revistas como Vogue, Elle, Marie Claire, Vanity Fair, Interview y Stern. En su trabajo, primero como fotógrafa de moda y luego como retratista, Alice Springs fotografió a figuras famosas como William Burroughs, Anthony Burgess, Catherine Deneuve, Graham Greene, Roy Lichtenstein, Robert Mapplethorpe, Christopher Reeve, Diana Vreeland, Yves Saint Laurent, Brigitte Nielsen y Nicole Kidman, y continuó trabajando como directora artística de su marido, actuando como editora y comisaria de su obra.

### Helmut by June
Los Newton vivieron en París durante veintisiete años. Luego se trasladaron a Montecarlo y pasaban tres meses en Los Ángeles todos los inviernos. Sus vidas quedaron documentadas en el telefilme Helmut by June, coproducido por el canal francés de televisión Canal + en 1995. La mayor parte del documental fue filmado por June, en la década de 1990, con una cámara de vídeo que le había comprado a su marido como regalo de Navidad. Con el material filmado por June se montó una película de una hora que fue proyectada en Francia. Cuando el director de cine Brett Ratner vio este metraje decidió trasladarlo a la audiencia estadounidense después de filmar dos minutos adicionales de June hablando de Helmut, que agregó como introducción a la película. La versión de Ratner se estrenó en Cinemax el 30 de abril de 2007.

### Fundación Helmut Newton
El 23 de enero de 2004, Helmut Newton perdió el control de su vehículo cuando salía del hotel Chateau Marmont y se estrelló contra un muro de contención situado al otro lado de la calle; murió poco después de ser llevado al Centro Médico Cedars-Sinaí. La Fundación Helmut Newton se inauguró en Berlín en junio de ese mismo año.
Situada de forma permanente en el Museo de Fotografía de Berlín, la Fundación Helmut Newton se encuentra en un edificio situado junto a la estación de tren desde la que el fotógrafo salió de Berlín para escapar de los nazis en 1938. Los Newton habían estado planeando la apertura de la fundación justo antes de la muerte de Helmut. En su inauguración se presentaron los retratos de June y Helmut Us and Them, de su publicación conjunta de 1999. El libro recoge los retratos que June y Helmut se habían hecho mutuamente, así como las fotografías que ambos habían tomado de algunas celebridades.

## Filmografía
- Helmut Newton: Frames from the Edge (1989).[20]
- Helmut by June (1995).[16]